# Battletoads
Battletoads (укр. Бойові ропухи) — відеогра, розроблена компанією Rare Ltd., створена в часи популярності Черепашок-ніндзя. Перший реліз гри був випущений для NES у 1991 році, а потім портований на Amiga у 1992 році, Sega Mega Drive / Genesis та Sega Game Gear у 1993 році, а також на Amiga CD32 у 1994 році.
На момент її виходу у світ гра була одною з найбільш графічнопередових відеоігор для платформи NES, якраз в той момент, коли ринок ігрових систем вже був готовий перейти до домінування Sega Mega Drive / Genesis та Super Nintendo. Широку відомість гра отримала завдяки своїй надзвичайно високій складності.
У 2005 році версія гри для NES потрапила на 98 позицію списку ста найкращих ігор всіх часів за версією сайту IGN.

## Історія
Сюжет Battletoads, написаний Гаєм Міллером, був опублікований в журналі Nintendo Power.
Дві антропоморфні ропухи, Реш (Rash) та Зітц (Zitz), повинні врятувати своїх друзів: ропуху Пімпла (Pimple) та Принцесу Анжеліку (Princess Angelica) від Темної Королеви (Dark Queen), що править планетою Рагнарок. Допомагати їм в цьому буде професор Ті-Берд (T.Bird), зі свого космічного корабля «Гриф».

## Ігровий процес
Різні рівні несуть у собі найрізноманітніші стилі гри.
Гра має в собі декілька псевдотривимірних та традиційних двомірних «біт-ем-ап» рівнів. Найбільшу складність можуть становити рівні, на яких персонаж має долати ряд перешкод на великій швидкості. Ці рівні, як правило, потребують від гравця запам'ятовування послідовності перешкод на шляху та надзвичайно швидкої реакції. Інші — просування персонажа вперед, знищуючи ворогів, чи оминаючи численні смертоносні перешкоди. Рівні містять підйоми, спуски, стрибки, гонки та подолання лабіринтів.
Гра відрізняється незвичними способами знищення ворогів. Завдяки отриманим мутаціям бойові ропухи володіють можливістю трансформувати своє тіло і, як наслідок, наносити більш значні пошкодження супротивнику у рукопашній сутичці. Наприклад: удар головою з розбігу, при якому у ропухи виростають баранячі роги, удар величезним роздутим кулаком, забивання ворога в землю двома руками, удар величезною роздутою ногою яка приймає форму черевика, а також, при русі по вертикалі на мотузці, можливість перетворюватися у величезну округлу гирю, яка збиває все на своєму шляху.

## Рівні
- 1 — Ragnarok's Canyon — Перший рівень, псевдотривимірний. Потрібно рухатись зліва направо і відбиватися від ворогів. В кінці бос — великий робот. На цьому рівні присутній секретний «перехід» в третій рівень — як тільки розпочнеться рівень потрібно швидко вбити двох ворогів та бігти вперед до білих іскор порталу.
- 2 — Wookie Hole — Спуск вниз по тунелю на мотузці. При цьому ви маєте відбиватися від ворогів, таких як ворони, м'ясоїдні рослини та роботи.
- 3 — Turbo Tunnel — Псевдотривимірний, рівень складається з 2-х частин. В першій потрібно рухатися зліва направо, відбиваючись від ворогів, а в другій — їздити на швидкісному ховер-байку, ухиляючись від перешкод. На цьому рівні є секретний перехід в п'ятий рівень — під час їзди на мотоциклі потрібно в'їхати в білі іскри на десятій стінці останнього етапу їзди.
- 4 — Arctic Caverns — Льодовий рівень, населений сніговими кулями та сніговиками. Додаткову складність тут становить слизька поверхня. На цьому рівні є перехід на 6-й рівень, знаходиться він після сьомого місця збереження у правої стіни біля льодових буруль.
- 5 — Surf City — Псевдотривимірний, рівень складається з трьох частин. В першій потрібно пересуватися по воді на дошці для серфінгу. В другій рухатися пішки, долаючи ворогів, а наприкінці — боса Великого Блега. В третій частині знову рухатися на серфі.
- 6 — Karnath's Lair — Тут потрібно пересуватися до виходу, чіпляючись за змій, що вилазять з дір у стінах. Змії рухаються різноманітними траєкторіями, помилка може коштувати падіння вниз на шипи. Тут також є перехід, що веде на 8 рівень. Знаходиться він у правому нижньому кутку на 2-й стадії рівня.
- 7 — Volkmire's Inferno — Вогняний рівень, псевдотривимірний (перша частина), рівень по своїй будові схожий з третім і так само складається з двох частин. В другій частині потрібно літати на міні-літаку ухиляючись від вогню та перешкод. У порівнянні з третім рівнем, цей має ще більш високу швидкість та складність.
- 8 — Intruder Excluder — Підйом наверх по споруді через різноманітні перешкоди. В кінці бос — Робо-Манус.
- 9 — Terra Tubes — Водяний рівень. Потрібно рухатися через заплутані тунелі, долаючи ворогів та уникаючи перешкод. Герой буде змушений плавати, літати та бігати, щоб добратися до виходу.
- 10 — Rat Race — Біг униз наввипередки з пацюком. Потрібно прибігти першим, та встигнути «знешкодити» бомбу, вдаривши по ній. Бос — Генерал Слотер.
- 11 — Clinger Winger — На цьому рівні потрібно їхати на спеціальному транспорті, тікаючи від енергетичної кулі. Потрібно вчасно розвертатися на поворотах, щоб зберігалася швидкість і, як наслідок, дистанція з ворогом. В кінці рівня — битва з енергетичною кулею.
- 12 — Revolution — Останній рівень, псевдотривимірний типу карусель. Потрібно підніматися наверх по сходам вежі. Бос — Темна Королева.

## Персонажі
Гравці та друзі
- Реш (англ. Rash) — Зелена ропуха, в сонцезахисних окулярах (у грі без окулярів).
- Зітц (англ. Zitz) — Темно-зелена ропуха в рукавицях (у грі без рукавиць).
- Пімпл (англ. Pimple) — Коричнева ропуха (у грі жовта). Найбільший серед всіх і найсильніший. У грі ним не можна грати, так як по сюжету він схоплений Темною Королевою.
- Ті-Берд (англ. T-Bird) — Неігровий персонаж, є наставником ропух. Допомагає їм підказками перед кожним рівнем.
- Принцеса Анжеліка (англ. Princess Angelica) — Неігровий персонаж. Захоплена разом із Пімплом.

Вороги
- Темна Королева (англ. Dark Queen) — Головний супротивник гри і останній бос. У грі доволі великого розміру, її головна атака — торнадо, яке вона створює, обертаючись навколо своєї осі.
- Великий Блег (англ. Big Blag) — Антропоморфний пацюк величезних розмірів, прислужник Королеви. Давить ворогів, стрибаючи на них зверху.
- Генерал Слотер (англ. General Slaughter) — Антропоморфний бик, командир війська Темної Королеви. Атакує ворогів тараном.
- Робо-Манус (англ. Robo-Manus) — Біоробот, один із прихильників Темної Королеви.

## Реакція
Перша гра Battletoads отримала добру оцінку зі сторони більшості ігрових критиків, і вона й досі відома через свою надзвичайну складність навіть для досвідчених гравців.
Одним із немаловажних аспектів труднощів є те, що в режимі грі на двох, один гравець може нападати на іншого в будь-який час (friendly fire). Це може бути навмисно чи випадково. Опції відключення «дружньої атаки» у грі не передбачено. Окрім цього, гра дає тільки три можливості продовжити гру після програшу (численна кількість інших ігор такого масштабу давали необмежені можливості) і не має ніяких паролів чи можливостей збереження, щоб гравець міг продовжити гру пізніше. Через це тільки найнастирливіші гравці можуть пройти гру до кінця. Багато гравців також висловлювали розчарування у зв'язку з фінальною заставкою Battletoads, відчуваючи, що вони мають бути набагато більше винагороджені за те, що змогли пройти таку складну гру.
На відміну від багатьох подібних ігор, у яких в режимі на двох проходження стає легшим, ніж на одного, Battletoads стає ще складнішою. Якщо будь-який гравець помирає, то обидва гравця розпочинають рівень з початку (на деяких рівнях), щоб спробувати пройти ще раз. Таким чином, щоб пройти всі рівні, обоє гравців мають грати ідеально.
Також гра усіяна незначними багами, які залишилися в грі через погане бета-тестування. Найбільш критичний недолік виникає на рівні 11 — Clinger Winger. При грі на двох, другий гравець не може рухатися, і, як наслідок, має втратити всі свої життя, щоб інший гравець міг продовжити гру самотужки. Це робить гру ще більш важкою для гравця що лишився. Цей збій був виправлений у версії гри, випущеній за теренами США. Іншим багом рушію Battletoads є наявність реакції персонажа на одночасне натискання клавіш «вліво» та «вправо»: його спрайт починає підніматися догори у двомірних рівнях. Хоч проявився даний баг тільки в тих країнах, де на продаваємих контролерах була можливість одночасно натиснути різні стрілки. Такими були джойстики піратської консолі Dendy.
У грі є моменти, які можуть суттєво полегшити проходження гри. На другому рівні вмілий гравець може отримати кілька життів, вдаряючи багато разів по повержених ворогах, перш ніж ті впадуть за екран, тому кваліфікований гравець може створити запас життів, щоб витратити їх на майбутніх рівнях. По-друге — існує ряд «порталів», розкиданих по всій грі, які дозволяють гравцю просунутись далі, пропустивши деякі рівні. Ці портали знаходяться на 1, 3, 4 та 6 рівнях. Таким чином можна пропустити близько половини гри за рахунок раціонального використання цих порталів.
Ще один позитивний баг можна зустріти на рівнях з електрикою: якщо один з гравців візьме на руки іншого і підставить під удар струмом, то постраждалий отримає імунітет до ударів струмом аж до своєї смерті чи до отримання інших, не електричних пошкоджень.
Не зважаючи на ці «поступки» для гравця, Battletoads для NES має репутацію гри, яку практично неможливо пройти до кінця — навіть серед найкращих геймерів. Mega Drive / Genesis версія значно легші, ніж NES версія. Також, на відміну від загальної тенденції до більш складних версій ігор для Японії, ніж для Америки та Європи, версія Battletoads була зроблена значно простішою, ніж в американському NES релізі.
Хоча, тайванські пірати (що розробляли ігри для Dendy) вставили у гру чіт-код: якщо під час гри натиснути одночасно кнопку старт та стрілку вверх, то всі життя у обох гравців відновляться до максимуму. Побічним ефектом є поява другого гравця, якщо гру проходив один гравець. Так що гру можна буде проходити до упору.

## Інші версії
- Американська — вийшла раніше всіх, але вона також містила глюки та баги.
- Європейська — вийшла пізніше, вже з виправленими багами. Наприклад з'явилась можливість грати вдвох на рівні Clinger Winger.
- Японська — цю версія видала компанія Masaya, і вона зробила гру значно легшою, ніж видана компанією Tradewest (US\EU). Легкість цієї версії полягає в тому, що на початку гравцю дається повний комплект життів, вороги та боси слабші, а на рівнях прибрана значна частина перешкод.
- Sega Mega Drive (Genesis) — портована на дану приставку. Вона також є полегшеною, рівень складності взятий з Японської версії, але дизайн ігрових рівнів стандартний.

## Сіквели
Battletoads виявилася справжнім хітом, і тому було випущено декілька сіквелів протягом наступних років.
- Battletoads (Game Boy): Темна Королева захопила Реша та Пімпла, змусивши Зітца вирушити на допомогу своїм друзям. Незважаючи на той же малюнок на упаковці та назва, як і у NES-релізі, Battletoads для Game Boy — абсолютно інакша гра з новими рівнями. Змінений варіант першої гри був пізніше випущений на Game Boy, і отримав назву Battletoads in Ragnarok's World. Дана версія гри має менше число рівнів та тільки одного гравця.
- Battletoads & Double Dragon: кросовер з персонажами серії Double Dragon. Темна Королева і Шедоу Бос діють в команді, і п'ятеро героїв (ропухи та брати Лі) намагаються спинити їх. Випущена у 1993 році для NES, Game Boy, Sega Megadrive / Genesis та SNES.
- Battletoads in Battlemaniacs: персонажі більші, і графіка краща. Зітц та дочка головного виконавчого директора Псікон Індастріз були схоплені, і Реш та Пімпл намагаються їх врятувати. Випущена у 1993 році для SNES і у 1994 році для Sega Master System.
- Battletoads (Arcade): гра для аркадних автоматів, вийшла у 1994 році. На відміну від інших ігор, вона отримала озвучування та ряд інших особливостей, які відрізняють її від інших ігор — таких, як підвищення рівня насилля (гравці можуть обезголовити декотрих з своїх ворогів під час особливих атак, проливаючи кров). Крім того, у ході руху на транспортних засобах більший акцент зроблений на боротьбі з ворогами, ніж на подоланні перешкод, як було у попередніх іграх.

## Анімаційний фільм
Компанією DiC Інтертейнмент був знятий мультфільм про Battletoads, показаний на каналі Фокс у 1992 році. В ньому розповідається про трьох дітей, які перетворилися в бойових ропух, щоб спасти принцесу. Однак, була випущена тільки експериментальна серія, яка не отримала продовження як повноцінний серіал, попри на об'яву в журналі GamePro про запуск серіалу. VHS версія мультфільму була випущена 15 січня 1994 року.
Дії в мультфільмі відбуваються у Окснарді, Каліфорнія, героями були зроблені троє дітей (попри те, що історія в оригінальному коміксі була зав'язана на трьох ігрових тестерах). Тріо давалась можливість перетворюватися в антропоморфних ропух з суперсилою і властивість змінювати свої руки та ноги в зброю технологією під назвою «Smash Hits». Вони були призвані на захист професора Ті-Берда та принцеси Анжеліки від Темної Королеви, яка хоче вкрасти магічний амулет принцеси для її планів загальних завоювань.
В шоу була зроблена спроба використати популярність Черепашок-ніндзя — тенденція створення ігор та серіалів, що копіюють черепашок була в ті роки масовою, але вдалими серед всіх подібних проектів стали тільки ігри про Battletoads. Пізніше, компанія DiC спробувала ще раз провернути трюк з серіалом, що копіює черепах — «Акули на вулиці», а пізніше «Екстремальні Динозаври».

## Цікаві факти
- Бос 1 рівня є унікальним для всього ігрового простору — гравець дивиться його очима на свого персонажа. Сам бос при цьому не показується. Подібне більш ніде не зустрічається.

- 10-й рівень Rat Race (на якому потрібно прибігти до бомби й знешкодити її, обігнавши пацюка) можна пропустити. Для цього потрібно добігти до бомби першим, але не спішити знешкоджувати її. Потрібно дочекатися поки пацюк прибіжить до Вас, вдарити бомбу і, поки пацюк летить догори ногами двічі вдарити його з розбігу. Рівень буде пройденим. Даний трюк працює тільки на NES-версії. Відео-огляд трюку на YouTube [Архівовано 13 жовтня 2016 у Wayback Machine.].

- Рівень Terra Tubes у версії NES та Genesis мають різну музичну тему. Версії на NES цей рівень ділиться музикою з Surf City. А на Genesis версії ділиться з Intruder Excluder.